# Patriarchat Lizbony
Patriarchat Lizbony (łac. Patriarchatus Lisbonensis) – archidiecezja Kościoła rzymskokatolickiego w Portugalii. Jest główną diecezją metropolii lizbońskiej. Została erygowana w IV wieku. 7 listopada 1716 podniesiona do rangi patriarchatu.

## Patriarcha
Patriarcha Lizbony uzyskał od Stolicy Apostolskiej, dzięki protekcji korony portugalskiej, wiele przywilejów nienależnych innym metropolitom katolickim. Są to m.in.:
- prawo do używania podczas celebracji liturgicznych zastrzeżonych dla papieża: fanonu, flabellum (obecnie nieużywane)
- prawo do używania w herbie tiary papieskiej,
- prawo do używania mitry z trzema poziomymi pasami klejnotów, analogicznych do koron tiary
- prawo do używania insygniów patriarszych na terytorium całego kraju,
- prawo używania stroju kardynalskiego,
- nowy powołany patriarcha ma być mianowany kardynałem na pierwszym kolejnym konsystorzu (na mocy bulli Inter Praecipuas Apostolici Ministerii z 17 lutego 1737).

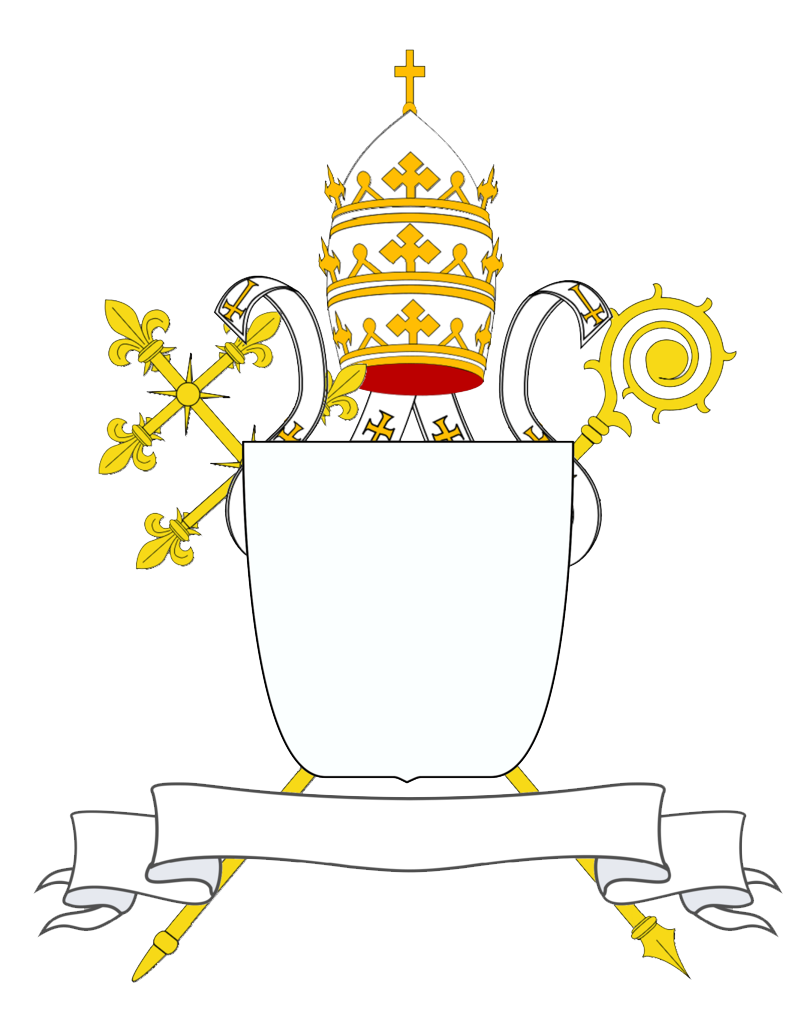
Herb patriarchy Lizbony (jedna z wersji).